# Jacques Mégret
Pour les articles homonymes, voir Mégret.
Jacques Mégret (1924-1976) est un haut fonctionnaire français.

## Biographie
Fils d'André Mégret, agent d'assurance, il naît le 10 février 1924 à Saint-Germain-en-Laye.
Il est licencié en droit et diplômé de Sciences Po. Après avoir terminé sa scolarité à l’ENA (promotion Nations-Unies), il entre en 1950 dans le corps du Conseil d’État. En 1951, il devient conseiller technique au cabinet de Gaston Defferre, ministre de la France d'outre-mer. 
Par la suite, il devient jurisconsulte du Conseil des ministres de la CEE de 1957 à 1968, et directeur général du service juridique dont il est considéré comme son véritable fondateur. 
Il réintègre le Conseil d'État en 1968 et termine sa carrière comme directeur de l'Administration pénitentiaire de 1974 à 1976, sous le ministère de Jean Lecanuet. 
Il a fondé[Quand ?] la collection "Commentaire J. Mégret", éditée par l'Université libre de Bruxelles. Il s'agit d'une collection de référence du droit de l'Union européenne.
Il meurt en fonctions le 16 septembre 1976 à Paris, à l'âge de 52 ans. Il est le père de Bruno Mégret, homme politique.

## Ouvrages
- 1944 : Journal d'un bourgeois de Paris de 1405 à 1449 / Texte français moderne de Jacques Mégret, coll. Le Roman de l’Histoire, éd. Horizons de France.
- 1970: Commentaire J.Mégret. Le droit de la Communauté économique européenne.Volume 2, Agriculture, 1re éd., éd. Université Libre de Bruxelles
- 1971: Commentaire J.Mégret. Le droit de la Communauté économique européenne. Volume 3 Libre circulation des travailleurs. Établissement et services. Capitaux. Transports (avec J.Dousset, J.-V.Louis, M.Sarmet et D.Vignes), 1re éd., éd. Université Libre de Bruxelles.
- 1974: Commentaire J.Mégret. Le droit de la Communauté économique européenne. Volume 6 Politique économique’’ (avec G.Brondel, C.Constantinides-Megret, J.Flory, J.-Cl. Morel, P.Van Den Bempt), 1re éd., éd. Université Libre de Bruxelles.